# Acrolophus leopardus
Acrolophus leopardus är en fjärilsart som beskrevs av August Busck 1910. Acrolophus leopardus ingår i släktet Acrolophus, och familjen Acrolophidae. Inga underarter finns listade.